# Cordillera Darwin
Die Cordillera Darwin ist eine Gebirgskette im südlichen Chile.
Sie liegt auf Feuerland am südlichen Ende Chiles und gehört zur chilenischen Región de Magallanes y de la Antártica Chilena.
Benannt ist das Gebirge nach Charles Darwin, der mit dem Schiff Beagle auf seiner Südamerikareise von 1831 bis 1836 die Gegend befuhr.

## Geographie
Das Gebirge bildet die letzte große Erhebung der Anden vor dem Ende Südamerikas. Es erreicht fast 2500 m Höhe, liegt westlich der argentinischen Stadt Ushuaia und reicht bis zu den Halbinseln Rolando und Brecknock. Im Süden liegt der Beagle-Kanal und im Norden der Almirantazgo-Fjord. Das Gebirge ist von vielen Gletschern durchzogen.
Die höchsten Berge sind:
- Cerro Darwin, 2488 m
- Cerro Sarmiento, 2235 m

## Tourismus
Praktisch die ganze Cordillera Darwin gehört zum riesigen Nationalpark Alberto De Agostini. Hier liegen die riesigen kalbenden Gletscher De Agostini und Marinelli, die sehr beliebte Touristenziele sind.